# Belscot Discount Store
Belscot Discount Store was een warenhuis uit de stad La Crosse in de Amerikaanse staat Winconsin. Het warenhuis werd opgericht in 1962. 

## Geschiedenis
In 1962 werd aan de Causeway Boulevard in La Crosse een winkel geopend onder de naam Bell Discount Store. Het was destijds de enige grote discount‑zaak in de stad, met een oppervlakte van 5.600 m²). In 1972 veranderde de winkel officieel van naam naar Belscot.
Eind jaren 1970 kreeg Belscot stevige concurrentie van ketens als ShopKo (met twee nieuwe winkels in La Crosse). Het bedrijf ging samenwerken met andere discounters zoals Jubilee City, Bell, Scott, en ABC Discount Centers. Hoewel dit de inkoop- en logistieke kosten moest verlagen, bleek de operatie niet rendabel genoeg. Er was zelfs een rechtszaak tegen hun transportbedrijf. Uiteindelijk werden de meeste winkels uit de samenwerking gesloten, waaronder de Belscot-vestiging in La Crosse. In december 1978 sloot het warenhuis zijn deuren, na een uitverkoop met 25% korting op alle producten.